# Montoir-de-Bretagne
Montoir-de-Bretagne település Franciaországban, Loire-Atlantique megyében. Lakosainak száma 7289 fő (2022. január 1.). Montoir-de-Bretagne Donges, Saint-Joachim, Saint-Malo-de-Guersac, Saint-Nazaire és Trignac községekkel határos.

## Népesség
A település népességének változása:
| Lakosok száma | 5171 | 5772 | 6585 | 6310 | 7051 | 7058 | 7088 | 7180 | 7216 | 7289 |
|               | 1968 | 1982 | 1990 | 2006 | 2013 | 2015 | 2017 | 2019 | 2020 | 2022 |